# دانيال راؤول
دانيال راؤول (بالفرنسية: Daniel Raoul)‏ هو سياسي فرنسي، ولد في 28 يوليو 1941 في فرنسا. حزبياً، نشط في الحزب الاشتراكي. وقد انتخب عضو مجلس الشيوخ الفرنسي.